# André Haefliger
Pour les articles homonymes, voir Haefliger.
André Haefliger, né le 22 mai 1929 à Nyon et mort le 7 mars 2023, est un mathématicien suisse, professeur d'algèbre et de topologie à l'Université de Genève de 1962 à 1995. Il est connu pour ses travaux en topologie et théorie des feuilletages.

## Biographie
André Haefliger naît à Nyon en 1929. Il fait ses études secondaires à Nyon, puis au collège Calvin de Genève. Il obtient une licence de mathématiques à l'Université de Lausanne en 1952 et un certificat de violon au conservatoire. Il poursuit ses études à Lausanne tout en bénéficiant d'un poste d'assistant (1952-1954), puis à l'université de Strasbourg (1954) et de Paris, où il soutient en 1958 sa thèse intitulée « Structures feuilletées et cohomologie à valeurs dans un faisceau de groupoïdes », sous la direction de Charles Ehresmann.
De 1959 à 1961, il travaille à l'Institute for Advanced Study à Princeton (New Jersey). Il est professeur extraordinaire puis professeur ordinaire à l'Université de Genève à partir de 1962.
Il meurt le 7 mars 2023,.

## Activités de recherche et institutionnelles
André Haefliger a apporté des contributions importantes à la topologie, par exemple, à la théorie des nœuds et à la théorie des feuilletages, où il a introduit les structures d'Haefliger (en). En 1956, il a également trouvé l'obstruction topologique à l'existence d'une structure spin sur une variété riemannienne orientable.
En 1974 et 1975, il est président de la Société mathématique suisse.
Parmi ses étudiants figure Vaughan Jones.

## Distinctions
- Docteur honoris causa de l'École polytechnique fédérale de Zurich (1992)[6].
- Docteur honoris causa de l'université de Bourgogne (1997)[1]
- Prix de la Ville de Genève (2003)[1]
- Colauréat en 2020 du prix Leroy P. Steele avec Martin Bridson, pour leur ouvrage Metric Spaces of Non-positive Curvature[7].